# Liste der Naturdenkmale in Berg (Taunus)
Die Liste der Naturdenkmale in Berg nennt die im Gemeindegebiet von Berg ausgewiesenen Naturdenkmale (Stand 20. Mai 2024).

## Naturdenkmale
| Nr.         | Bezeichnung | Lage                         | Beschreibung                                                           | Bild                                    |
| ----------- | ----------- | ---------------------------- | ---------------------------------------------------------------------- | --------------------------------------- |
| ND-7141-382 | Dorflinde   | Lindenstraße, vor Nr. 4 Lage | Tilia platyphillos, um 1780 gepflanzt, 15 m hoch bei 1,5 m Durchmesser | Direkt Bild zu diesem Denkmal hochladen |